# رادویلیشکیس
رادویلیشکیس (به لاتین: Radviliškis) در لیتوانی با جمعیت ۲۰٬۳۳۹ نفر است که در اوکشتایتیا واقع شده‌است.